# Costituzione della Bulgaria
La costituzione della Bulgaria (in bulgaro: Конституция на България, Konstitucija na Bălgarija) è la legge di base suprema della Repubblica di Bulgaria. 

## Storia
La costituzione attuale venne adottata il 12 luglio 1991 dalla settima Grande Assemblea nazionale, e definisce il paese come una repubblica unitaria parlamentare. È stata emendata tre volte (nel 2003, 2005 e 2006) ed è, cronologicamente, la quarta costituzione della Bulgaria, la prima delle quali fu la costituzione di Tărnovo del 1879.
Tra l'attuale costituzione democratica del 1991 e la prima costituzione monarchica di Tărnovo, le altre costituzione bulgare furono la costituzione Dimitrov (dal nome di Georgi Dimitrov), valida dal 1947 al 1971, e la costituzione Živkov (dal nome di Todor Živkov), valida dal 1971 al 1991. Entrambe erano di tipo socialista.